# Mady Morrison
Mady Morrison (* 15. Januar 1990) ist eine deutsche Yogalehrerin, YouTuberin und Bloggerin.

## Leben
Morrison wuchs bei ihrer Mutter auf, nachdem sich ihre Eltern getrennt hatten, als sie neun Jahre alt war.
Im Alter von 13 Jahren wurde sie durch ihre Sportlehrerin erstmals an Yoga herangeführt. Später probierte sie verschiedene Yoga-Stile wie Bikram-Yoga, bevor sie schließlich das Vinyasa Yoga für sich entdeckte. Im Jahr 2014 absolvierte Morrison in Berlin ihre Ausbildung zur Yogalehrerin. Sie unterrichtete Yoga in Berlin und Potsdam.
Parallel nutzte sie ihren Instagram-Kanal, um jungen Menschen Yoga über digitale Medien näherzubringen. Im Februar 2015 eröffnete sie ihren YouTube-Kanal, der schnell mehrere hunderttausend Abonnenten erreichte. Im September 2017 war Morrison in einer Folge der sixx-Fernsehserie Fitness Diaries zu sehen. Morrison betreibt seit dem Jahr 2011 einen eigenen Blog, in dem sie zunächst Beiträge zum Thema Reisen veröffentlichte. Später veröffentlichte sie dort auch Beiträge zu weiteren Themen wie Yoga, Ernährung und Bewegung.
Im Februar 2018 wurde sie mit dem Young ICONs-Award in der Kategorie Social Talent ausgezeichnet. Beim Goldene Kamera Digital Award war sie im September 2018 in der Kategorie Best of Sports für einen Preis nominiert.
Neben ihrer Yoga-Tätigkeit studierte Morrison Kommunikationsdesign und ist in den Bereichen Editorial Design, Fotografie und Videography tätig.
Sie lebt mit ihrem Lebensgefährten in Berlin.